# جان اوبی میکل
جان مایکل ان‌چیکووبه اوبینا (انگلیسی: John Michael Nchekwube Obinna؛ زادهٔ ۲۲ آوریل ۱۹۸۷) که با نام جان اوبی میکل نیز شناخته می‌شود، بازیکن فوتبال اهل نیجریه است.
جان اوبی میکل در جام جهانی ۲۰۱۴ برای تیم ملی فوتبال نیجریه با شماره ۱۰ بازی کرد و در مقابل ایران نیز به میدان رفت، وی در این بازی به عنوان بهترین بازیکن زمین انتخاب شد.
وی همچنین ۹۱ بازی ملی برای تیم ملی فوتبال نیجریه انجام داده‌است.

## افتخارات
باشگاه فوتبال چلسی
داخلی
لیگ برتر (۲) ۱۰–۲۰۰۹ ،  ۱۵–۲۰۱۴
جام حذفی (۴)  ۰۷–۲۰۰۶ ، ۰۹–۲۰۰۸ ،  ۱۰ – ۲۰۰۹ ، ۱۲– ۲۰۱۱
جام خیریه  :  ۲۰۰۹
جام اتحادیه  :  ۱۵–۲۰۱۴
اروپایی
لیگ قهرمانان اروپا : ۱۲–۲۰۱۱
لیگ اروپا :  ۲۰۱۳
فردی
برنده توپ نقره‌ای فیفا جوانان جهان ۲۰۰۵
بهترین بازیکن جوان چلسی در سالهای ۲۰۰۷ و ۲۰۰۸